# Österlandet (vid Berghamn, Korpo)
För andra betydelser, se Österlandet (olika betydelser).
Österlandet är en ö i Finland. Den ligger i Skärgårdshavet och vid Berghamn Fjärden i kommundelen Korpo i kommunen Pargas i landskapet Egentliga Finland, i den sydvästra delen av landet. Ön ligger omkring 64 kilometer sydväst om Åbo och omkring 200 kilometer väster om Helsingfors.
Öns area är 2,5 hektar och dess största längd är 300 meter i sydöst-nordvästlig riktning. Närmaste större samhälle är Korpo, 13,1 km öster om Österlandet.